# William F. Buckley
William Francis Buckley (* 30. Mai 1928 in Medford, Massachusetts; † 3. Juni 1985 in Beirut, Libanon) war ein US-amerikanischer CIA-Agent.

## Leben
William Francis Buckley trat nach Abschluss der High School 1947 in die United States Army ein, für die er in der 1. US-Kavalleriedivision am Koreakrieg teilnahm. Von 1955 bis 1957 war er für die CIA tätig. Nach weiteren Stationen im Militär trat er in den 1960er-Jahren wieder in die Dienste der CIA.
Buckley wurde am 16. März 1984 von der islamischen Gruppe Heiliger islamischer Krieg entführt, während er als chief of station der CIA in Beirut arbeitete. Er wurde das Opfer von Folter und Verhören während eines 444 Tage andauernden Martyriums in den Händen seiner Entführer. Die Person, die seine Folter deckte, war Imad Mughniyah, ein ehemaliger Führer der Hisbollah. Buckley wurde möglicherweise an Bord eines iranischen Flugzeugs über Damaskus nach Teheran geschmuggelt. Er starb in der Geiselhaft in Beirut nach Krankheit und Misshandlung.
Seine Überreste wurden 1991 an einer Zufahrtsstraße zum Flughafen Beirut gefunden und Ende des Jahres in die Vereinigten Staaten überführt. Buckley wurde auf dem Nationalfriedhof Arlington, Virginia, beerdigt.